# Deutsches Meisterschaftsrudern 1988
Das 99. Deutsche Meisterschaftsrudern wurde 1988 in Hamburg ausgetragen. Wie bereits im Vorjahr wurden Medaillen in 22 Bootsklassen vergeben, davon 14 bei den Männern und 8 bei den Frauen.

## Medaillengewinner

### Männer
| Bootsklasse                           | Gold | Silber | Bronze |
| ------------------------------------- | --- | --- | --- |
| Einer                                 | Peter-Michael Kolbe (Alster-RV Hanseat) | Christian Händle (RC Karlstadt 1928) | Joachim Bischof (Ludwigshafener RV von 1878) |
| Doppelzweier                          | Rgm. RK am Wannsee / RV Rhenania Germersheim Georg Agrikola Andreas Reinke | RTHC Bayer Leverkusen Andreas Schmelz Armin Weyrauch | Rgm. Berliner RC / IGOR Offenbach Oliver Grüner Christoph Galandi |
| Zweier ohne Steuermann                | Würzburger RG Bayern Michael Twittmann Frank Dietrich | Rgm. RC Favorite Hammonia / RC Allemannia von 1866 Andreas Hebbel Andreas Huber | Mannheimer RV Amicitia Burkhard Hahn Helge Werthmann |
| Zweier mit Steuermann                 | Würzburger RG Bayern Hermann Greß Dieter Göpfert Bernhard Hartung (Stm.) | Rgm. Hannoverscher RC von 1880 / Deutscher RC von 1884 / RG Wiesbaden-Biebrich 1888 Frank Richter Roland Baar Jürgen Volz (Stm.) | Rgm. Würzburger RV / Mainzer RG 1898 / ARC Würzburg Stefan Glos Uwe Büsgen Andreas Werner (Stm.) |
| Doppelvierer                          | Rgm. RK am Wannsee / Berliner RC / Berliner RC Welle-Poseidon / Duisburger RV Christoph Galandi Oliver Grüner Georg Agrikola Andreas Reinke | Rgm. RC Favorite Hammonia / Der Hamburger und Germania RC / RV Emscher / RV Nürnberg Mark Schreyer Andreas Ortz Matthias Tripp Jens Külper | Rgm. RTHC Bayer Leverkusen / VWS Mannheim / RV Saar Undine Frank Schäfer Armin Weyrauch Andreas Schmelz Ralf Thienel |
| Vierer ohne Steuermann                | Rgm. Osnabrücker RV / RV Rauxel / RC Westfalen Herdecke / TV 1877 Essen-Kupferdreh Eckhard Schultz Ansgar Wessling Matthias Mellinghaus Thomas Möllenkamp | Rgm. RC Hansa von 1898 / RC Witten / RK am Baldeneysee Norbert Keßlau Volker Grabow Jörg Puttlitz Guido Grabow | Rgm. RC Germania Düsseldorf / Uerdinger RC / Neusser RV Matthias Scheiff Tim Sternfeld Lukas Knittel Udo Schroers |
| Vierer mit Steuermann                 | Rgm. RC Hansa von 1898 / RV Blankenstein / Berliner RK Brandenburgia / RC Tegel 1886 Wolfgang Maennig Thomas Domian Armin Eichholz Bahne Rabe Manfred Klein (Stm.) | Rgm. RC Hansa von 1898 / RV Dorsten Volker Kioschis Wolfgang Klapheck Andreas Lütkefels Christoph Korte Harald Sudkamp (Stm.) | Rgm. Mainzer RV von 1878 / RC Neptun Neckarelz / RC Nassovia Höchst / Würzburger RG Bayern Martin Steffes-Mies Stefan Ebser Gunther Gailing Holger Guckes Bernhard Hartung (Stm.)                                                                             |
| Achter                                | Rgm. RC Hansa von 1898 / RV Rauxel / RC Westfalen Herdecke / Osnabrücker RV / TV 1877 Essen-Kupferdreh / Berliner RK Brandenburgia / RV Blankenstein / RC Tegel 1886 Thomas Möllenkamp Matthias Mellinghaus Eckhard Schultz Ansgar Wessling Armin Eichholz Thomas Domian Wolfgang Maennig Bahne Rabe Manfred Klein (Stm.) | Rgm. RC Hansa von 1898 / RC Witten / RV Dorsten / ETuF Essen Dirk Balster Stefan Scholz Christian König Mark Mauerwerk Norbert Keßlau Volker Grabow Jörg Puttlitz Guido Grabow Martin Ruppel (Stm.) | Rgm. RC Hansa von 1898 / RV Dorsten / RC Westfalen Herdecke / Bonner RG / RC Mark Wetter / RV Emscher Heiner Schwaeppe Bernd Galow Thorsten Streppelhoff Matthias Ungemach Markus Bräuer Jürgen Hecht Jürgen Hastenpflug Bernd Lessner Sebastian Polus (Stm.) |
| Leichtgewichts-Einer                  | Alwin Otten (WSV Meppen) | Jan Fischer (Rotenburger RV) | Peter Uhrig (Wormser RC Blau-Weiß) |
| Leichtgewichts-Doppelzweier           | Rgm. Kölner RV von 1877 / Ludwigshafener RV von 1878 Hartmut Schäfer Roland Ehrenfels | Akademischer RC Würzburg Edgar Werner Elmar Werner | RC Westfalen Herdecke Dirk Habermann Uwe Habermann |
| Leichtgewichts-Zweier ohne Steuermann | Rgm. Würzburger RV von 1875 / RC Traben-Trarbach 1881 Peter Müller Holger Hill | Lübecker RG von 1885 Jürgen-Matthias Seeler Malte-Tobias Wittek | Rgm. RV Emscher / RC Hansa von 1898 Felix Prinz Karsten Horstmann |
| Leichtgewichts-Doppelvierer           | Rgm. RG München 1972 / RC Grenzach / RC Germania Düsseldorf Michael Buchheit Albert Bauer Volker Melges Thomas Melges | Rgm. Ludwigshafener RV von 1878 / Kölner RV von 1877 / Tübinger RV Fidelia / WSV Meppen Roland Ehrenfels Hartmut Schäfer Alwin Otten Wolfgang Birkner | Rgm. Gießener RG 1877 / Gießener RC Hassia / GTRV Neuwied Ullrich Nopper Raimund Hick Franz Heimbach Peter Brunner |
| Leichtgewichts-Vierer ohne Steuermann | Rgm. WSV Honnef / Bremer RV von 1882 / RG Hansa Hamburg / Siegburger RV Thomas Palm Erik Ring Gerd Meyer Sebastian Franke | Rgm. RK am Baldeneysee / Lübecker RK / WSV Honnef / Duisburger RV Carsten Krüger Stephan Fahrig Björn Gehlsen Frank Rogall | Rgm. Schweinfurter RC Franken / RK am Wannsee / Ludwigshafener RV von 1878 Jörg Bauer Alexander Käber Michael Kobor Marcel Tully |
| Leichtgewichts-Achter                 | Rgm. RG Hansa Hamburg / Bremer RV von 1882 / Siegburger RV / WSV Honnef / Duisburger RV / Lübecker RG von 1885 / RK am Baldeneysee Malte-Tobias Wittek Carsten Krüger Thomas Palm Gerd Meyer Jürgen-Matthias Seeler Stefan Fahrig Erik Ring Sebastian Franke Sven Plate                                                   | Rgm. RK am Wannsee Berlin / RV Emscher / Karlsruher RV Wiking / RR Uni Karlsruhe / RK am Baldeneysee / Lübecker RK / Würzburger RV von 1875 / RC Traben-Trarbach 1881 / WSV Honnef Alexander Trautmann Norbert Schmid Holger Hill Klaus Altena Peter Müller Frank Rogall Björn Gehlsen Bernhard Stomporowski Jörg Dederding (Stm.) | Rgm. Karlsruher RV Wiking / RR Uni Karlsruhe / Kölner RV von 1877 / Berliner RC / RC Allemannia von 1866 Herbert Rapp Paul Schmidt Ingo Bruß Michael Schöttler Fabian Birgfeld Christian Dahlke Rüdiger Bastian Johannes Ortlepp Carsten Graffunder (Stm.)    |

### Frauen
| Bootsklasse                           | Gold | Silber | Bronze |
| ------------------------------------- | --- | --- | --- |
| Einer                                 | Titie Jordache (Regensburger RV von 1898) | Uta Kutz (Erster Kieler RC von 1862) | Astrid Koch (IGOR Offenbach) |
| Doppelzweier                          | Rgm. Hanauer RG 1879 / Regensburger RV von 1898 Angela Schuster Titie Jordache                                                                                   | Heidelberger RK 1872 Antje Rehaag Heike Grunert | Rgm. Ludwigshafener RV von 1878 / Berliner RC Welle-Poseidon Beate Brühe Andrea Klapheck                                                                        |
| Zweier ohne Steuerfrau                | Rgm. RC Hansa von 1898 / RC Hamm von 1890 Elke Markwort Ingeburg Althoff                                                                                         | Rgm. Bremerhavener RV von 1889 / RK am Baldeneysee Gabriele Mehl Meike Holländer | Rgm. Frauen-RV Freiweg Frankfurt Bettina Kämpf Cordula Keller                                                                                                   |
| Doppelvierer                          | Rgm. Kölner RV von 1877 / Heidelberger RK / Hannoverscher RC von 1880 Heike Grunert Antje Rehaag Claudia Haßmann Martina Kubicki                                 | Rgm. RK am Baldeneysee / Frauen-RV Freiweg Frankfurt Cordula Keller Gabriele Mehl Meike Holländer Bettina Kämpf                                                                          | Rgm. Kölner RV von 1877 / RK am Wannsee / Hamburger RC von 1925 / Karlsruher RV Wiking Margit Vogt Ines Gronwald Claudia Gorenflo Carola Siemers                |
| Vierer mit Steuerfrau                 | Rgm. RC Hansa von 1898 / RV Rauxel / Dormagener RG Bayer / RC Tegel 1886 Cerstin Petersmann Kerstin Rehders Anja Schäfer Katrin Petersmann Kerstin Peters (Stf.) | Rgm. RC Carolinum Osnabrück / Osnabrücker RV / RV Saar Undine / RV Collegia Berlin / RV Rauxel Karen Molkenthin Stefanie Werremeier Heike Neu Monika Kordhanke Simone Drenkelfort (Stf.) | Rgm. RG Hansa Hamburg / Hamburger RC von 1925 / Berliner RC Welle-Poseidon Stefanie Palfner Sonja Hammann Katharina Pahlow Maike Axmann Antje Stadermann (Stf.) |
| Leichtgewichts-Einer                  | Angela Schuster (Hanauer RG 1879) | Astrid Freyeisen (Würzburger RG Bayern) | Karin Bender (Karlsruher RV Wiking) |
| Leichtgewichts-Doppelzweier           | RV an den Teichwiesen von 1965 Hamburg Christiane Weber Alrun Urbach                                                                                             | Heidelberger RK 1872 Claudia Fachinger Kristiane Zimmer | Rgm. Heidelberger RK 1872 / Karlsruher RV Wiking Ute Zobeley Claudia Engels                                                                                     |
| Leichtgewichts-Vierer ohne Steuerfrau | Rgm. TV 1877 Essen-Kupferdreh / RC Westfalen Herdecke / RG Treis-Karden 1969 / Heidelberger RK Kathrin Schmack Sonja Petri Cornelia Cichy Kristiane Zimmer       | Rgm. RV an den Teichwiesen / Karlsruher RV Wiking / Heidelberger RK Claudia Engels Ute Zobeley Alrun Urbach Christiane Weber                                                             | Rgm. RV Bochum von 1920 / Frauen-RV Freiweg Frankfurt / Frauen-RC Wannsee Annette Dern-Kämpf Corinna Hagemann Stefanie Folle Petra Nieder                       |